# Phowa
Phowa (tibétain : འཕོ་བ་, Wylie : 'pho ba, Sanskrit: saṃkrānti) est une pratique tantrique de l’hindouisme et du bouddhisme.
Elle peut être décrite comme « transfert de conscience au moment de la mort », « pratique de la mort consciente » ou « illumination sans méditation » ( Wylie : ma-sgom sangs-rgyas).
Dans le bouddhisme tibétain, le phowa est l'un des six yogas de Naropa et apparaît également dans de nombreuses autres lignées et systèmes d'enseignement.
Le lama Thubten Yeshe a enseigné au sujet de phowa que « Nous devons choisir le bon moment pour transférer notre conscience ; nous ne sommes pas autorisés à le faire au mauvais moment car cela devient un suicide. »
En dehors du bouddhisme, cette technique ésotérique controversée (Skt. utkrānti), par laquelle un pratiquant tantrique est capable de rompre sa connexion avec le corps physique, correspond au concept indien de suicide spirituel ou « yogique ». Il est mentionné dans de nombreuses écritures shivaïstes, dans un Samhita vishnouiste, et dans quelques tantras shakta.

## Mise en œuvre
Cette pratique peut être mise en œuvre au moment de la mort pour, selon la croyance bouddhiste Vajrayāna, transférer sa conscience par le sommet de la tête directement dans un champ de bouddha de son choix. Ce faisant, on évite certaines des expériences typiques qui se produiraient après la mort.
Des exemples de destination sont Sukhavati, Abhirati, Ghanavyūha, Aṭakavati, Mont Potalaka, la Montagne Cuivrée ( Wylie : Zangs-mdog dpal-ri), et Tuṣita ; le plus populaire du bouddhisme chinois,  japonais et tibétain est Sukhavati.
Phowa est également pratiqué par des spécialistes ( Wylie : 'pho-'debs bla-ma) au nom du défunt, comme rituel post-mortem.
Dans le contexte du bouddhisme occidental, la pratique de phowa est bien documentée dans deux mouvements implantés en Europe et dans les Amériques : l’organisation Rigpa, fondée par Sogyal Rinpoché en 1979, et Diamond Way Buddhism, fondé en 1972 par le lama Ole Nydahl et Hannah Nydahl.

## Signes de succès
La marque d'une pratique réussie de phowa est la sécrétion d'une petite goutte de sang exactement au centre de la calotte crânienne, au sommet de la tête.
Pour démontrer une pratique réussie, traditionnellement, une herbe de Kusha était poussée dans la petite ouverture créée dans la fontanelle,.
Selon Khenpo Tsultrim Lodrö, la « marque d'un phowa réussi est qu'après la mort, il y a une perte de cheveux visible, une bosse ou un liquide jaune s'infiltrant autour du sommet » de la tête.

## Origines
Le phowa Kagyu est issu des Six yogas de Naropa, Naropa l'ayant reçu du Mahāsiddha indien Tilopa et transmis plus tard à son disciple tibétain Marpa Lotsawa.
Les enseignements de Naropa décrivent une deuxième méthode dite pho-ba qui implique le transfert de sa conscience à un autre corps ( Wylie : 'pho-ba grong-'jug). La requête de Milarépa concernant ces enseignements a forcé Marpa Lotsawa à rechercher des traités explicatifs sur le sujet parmi ses manuscrits indiens et, n'en ayant trouvé aucun, à retourner en Inde pour obtenir plus d'écritures.
L'école Drikung Kagyu du bouddhisme tibétain est connue pour ses enseignements phowa. Un pèlerinage majeur et une célébration culturelle sont connus dans le monde tibétain sous le nom de « Great Drikung Phowa » ( Wylie : 'Bri-gung 'pho-ba chen-mo). Ce festival se tenait traditionnellement une fois tous les douze ans, et sa dernière célébration a eu lieu en août 1992 à gTer-sgrom, au Tibet central, après une interruption de 36 ans en raison d'une interdiction imposée par les autorités chinoises.
Ayang Rinpoché du Tibet oriental appartient à l'école Drikung Kagyu et fait autorité en matière de rituels bouddhistes au-delà ; il donne chaque année des enseignements et des initiations à la pratique de phowa à Bodhgaya, en Inde.
Dans certaines traditions, la pratique de phowa inclut un rite d'incision, ou ouverture du sahasrara au sommet du crâne, pour aider au transfert.
Selon les enseignements du Vajrayāna, la méthode tantrique phowa est bénéfique que l'être soit spirituel ou non, et peut être pratiquée de manière anonyme. Le rituel sera puissant si un bouddhiste se soucie du bien-être de l'être.

## Dans leDzogchen

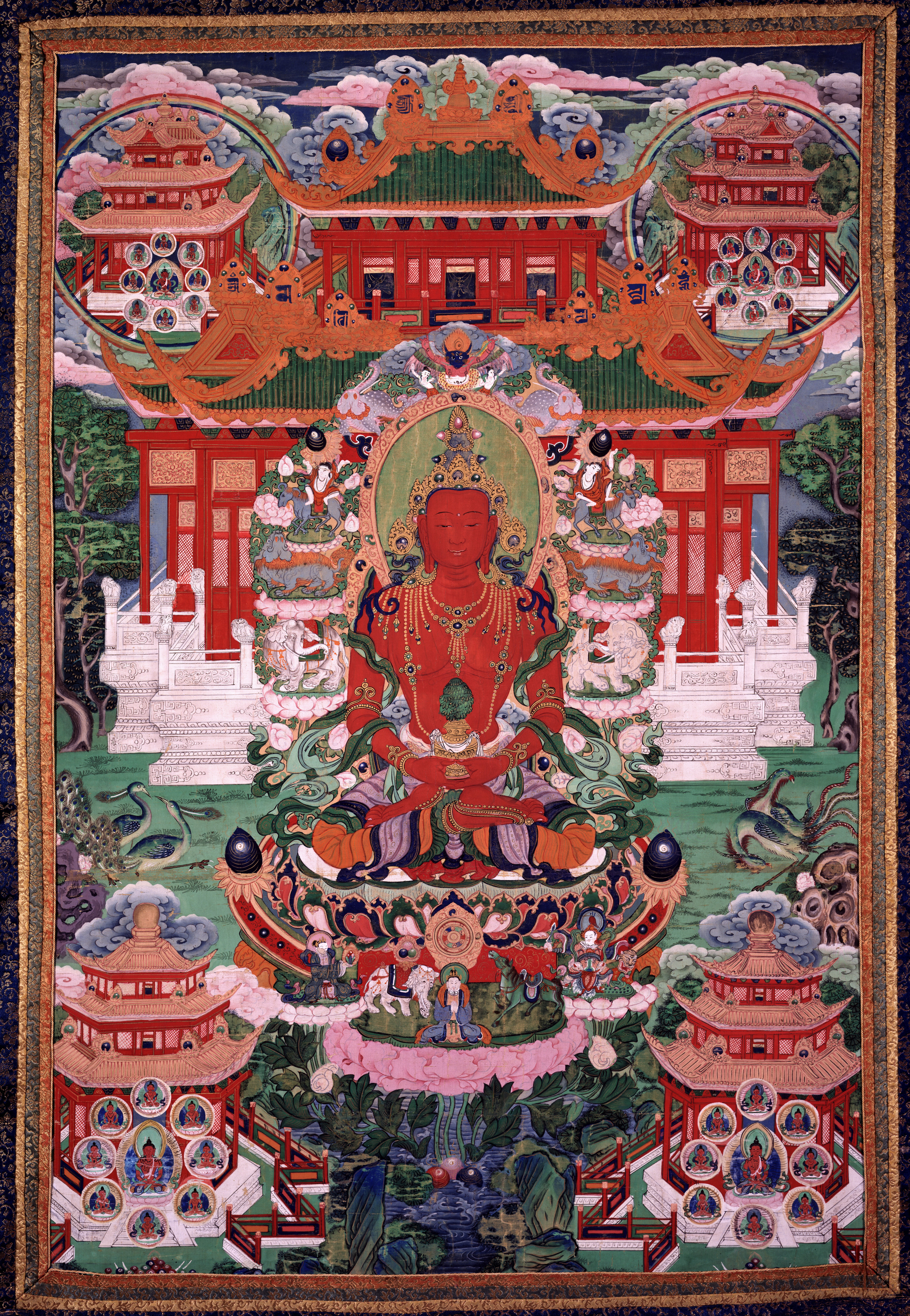
Le Bouddha Amitayus dans sa Terre Pure Sukhavati

Les êtres aux facultés moindres et au potentiel limité n'atteindront pas l'éveil pendant le bardo mais pourront transférer leur conscience dans une terre pure une fois qu'ils seront arrivés au « bardo de l'existence ». Une fois qu'ils auront atteint ce bardo, ils reconnaîtront qu'ils sont morts, puis ils se rappelleront leur gourou avec foi et se souviendront de ses instructions. Alors ils penseront à la terre pure et à ses qualités et ils y renaîtront. Dans une terre pure, les êtres peuvent écouter le Dharma enseigné directement par Vajrasattva ou un autre bouddha.
Jigme Lingpa recommande de pratiquer cela également dans la vie quotidienne. Une façon de procéder est la suivante :

« Lorsqu'on s'endort la nuit, avec une concentration intense, on doit penser : « Je suis en train de mourir, je dois donc reconnaître les étapes de la dissolution et aller dans le pur royaume naturel nirmanakaya ! » Ensuite, on s'endormira en imaginant l'arrangement et les qualités du royaume nirmanakaya. Entre les séances [de pratique], comme mentionné précédemment, il est essentiel d'avoir développé la capacité d'entraîner la conscience qui chevauche les vents. »

.
Shugchang, et al., dans une exégèse du Zhitro, débat du phowa dans le Dzogchen :

« Phowa a de nombreuses significations différentes; en tibétain, cela signifie « transférer
conscience ». La forme la plus élevée est connue sous le nom de phowa du dharmakaya qui
est la méditation sur la grande perfection. Lorsque vous pratiquez la méditation Dzogchen, il n’y a
pas besoin de transférer quoi que ce soit, car il n'y a rien à transférer, aucun endroit où
le transférer, ni personne pour le faire. C'est la plus haute et la plus grande pratique de phowa »

.

## Dans le yoga et le tantra de l’Inde ancienne
Le texte tantrique sanskrit Mālinīvijayottaratantra, un  texte shivaïstique non duel de la fin du premier millénaire de notre ère inclut un chapitre sur le suicide yogique.
Cette pratique yogique pourrait être aussi ancienne que les Yoga sūtra de Patañjali, où elle semble être mentionnée au chapitre 3.39.

## Ouvrages cités
- Georgios Halkias, Revue d'Études Tibétaines, no 52, Octobre 2019, p. 70–89 [texte intégral]
- Jigme Lingpa (trad. Lama Chonam et Sangye Khandro), Yeshe Lama, Snow Lion Publications, 2008 (ISBN 978-1611807318)
- Lama Thubten Yeshe, Life, Death and After Death, Lama Yeshe Wisdom Archive, 2011 (ISBN 978-1891868252, lire en ligne), chap. 6 (« Transference of Consciousness »)
- Lu K'uan Yu, Secrets of Chinese Meditation: Self-Cultivation by Mind Control As Taught in the Ch'An, Mahayana and Taoist Schools in China, Weiser Books, 1991 (ISBN 978-0877280668)